# Cerkiew Opieki Matki Bożej w Moskwie (Jużnoje Miedwiedkowo)
Cerkiew Opieki Matki Bożej – prawosławna cerkiew w Moskwie, w dawnej wsi Miedwiedkowo, w rejonie Jużnoje Miedwiedkowo. 
Pierwsza cerkiew w Miedwiedkowie powstała w 1620. Inicjatorem jej wzniesienia był Dymitr Pożarski, który pragnął w ten sposób upamiętnić zwycięstwo Rosjan w wojnie z Rzecząpospolitą i wyparcie polskiej interwencji z Moskwy. W latach 1634–1635 Pożarski zbudował na miejscu drewnianej świątyni murowany obiekt, upamiętniając w ten sposób zawarcie pokoju w Polanowie, jak również ważne wydarzenia ze swojego życia: zakończenie służby w charakterze wojewody nowogrodzkiego, śmierć syna Fiodora, jak również zgon patriarchy moskiewskiego i całej Rusi Filareta. Obiekt utrzymany był w typowo ruskim stylu i został nakryty dachem namiotowym. Cerkiew w Miedwiedkowie była jedną z ostatnich świątyń tego typu wzniesionych w Rosji w XVII w., gdyż w 1652 wznoszenie dachów namiotowych zostało zabronione przez patriarchę moskiewskiego i całej Rusi Nikona. W XIX w. do budynku dostawiono dzwonnicę. 
Cerkiew była czynna przez cały okres od swojego powstania, nie została zamknięta po rewolucji październikowej, jedynie do II wojny światowej nabożeństwa odbywały się wyłącznie w dolnej cerkwi. Po zakończeniu działań wojennych obiekt został odremontowany i odtąd w całości jest administrowany przez prawosławną parafię.
Mimo że powstanie świątyni wiąże się z wyzwoleniem Moskwy i Rosji z polskiej interwencji, w świątyni znajduje się Częstochowska Ikona Matki Bożej, która występują w rosyjskich cerkwiach rzadko.